# Arctogadus
Arctogadus is een geslacht van straalvinnige vissen uit de familie van kabeljauwen (Gadidae). Het geslacht is voor het eerst wetenschappelijk beschreven in 1932 door Drjagin.

## Soorten
- Arctogadus borisovi Dryagin, 1932
- Arctogadus glacialis (Peters, 1872)